# Philipp Döring
Philipp Döring (* 28. November 1977 in Freiburg im Breisgau) ist ein deutscher Filmregisseur. Er lebt und arbeitet in Berlin.

## Leben
Neben dem Studium der Germanistik an der Universität Freiburg arbeitete Philipp Döring beim studentischen aka-Filmclub e.V. mit und wurde für seinen Kurzfilm Torero mit dem Publikumspreis des Kurzfilmwettbewerbs in Passau ausgezeichnet. Ab 2004 studierte Philipp Döring das Fach Regie/Szenischer Film an der Filmakademie Baden-Württemberg in Ludwigsburg. 2009 gewann er mit seinem Diplomfilm Am anderen Ende den First Steps Award und den Deutschen Kamerapreis. In der Hauptrolle ist Ursula Werner zu sehen.
Im Jahr 2011 war er Teil des Berlinale Talent Campus. 2012 spielte Ursula Werner in Dörings preisgekrönten Kurzfilm Nagel zum Sarg die Hauptrolle. Im selben Jahr erhielt er das „cast & cut“ - Stipendium der Stiftung Kulturregion Hannover, wobei der Kurzfilm Kann ja noch kommen entstand.
Bei mehreren Inszenierungen von Luk Perceval begleitete Philipp Döring die Probenarbeit mit der Kamera, u. a. am Thalia Theater Hamburg für die Zola-Trilogie, an den Münchener Kammerspielen und am Berliner Ensemble. Außerdem drehte er zahlreiche kurze Videos für verschiedene NGOs wie Be an Angel. Seit 2017 macht er regelmäßig Videos für die World Games.
Im Sommer 2023 drehte er im Franziskus-Krankenhaus Berlin den Dokumentarfilm Palliativstation. Der 245-minütige Film, bei dem er auch für die Kamera, den Schnitt und die Produktion verantwortlich war, feierte seine Premiere im Rahmen der 75. Berlinale und wurde dort mit dem Heiner-Carow-Preis ausgezeichnet.
Philipp Döring lebt in Berlin.

## Filmografie
- 2004 Torero
- 2006 Kalypso
- 2008 Auf der anderen Seite des Waldes
- 2009 Am anderen Ende
- 2012 Nagel zum Sarg
- 2013 Kann ja noch kommen
- 2014 Exiles
- 2015 Meander
- 2016 Liebe, nach Zola
- 2025 Palliativstation